# Rio Dorolea
O Rio Dorolea é um rio da Romênia, afluente do Cuşma, localizado no distrito de Bistriţa-Năsăud.